# Pastor Britos

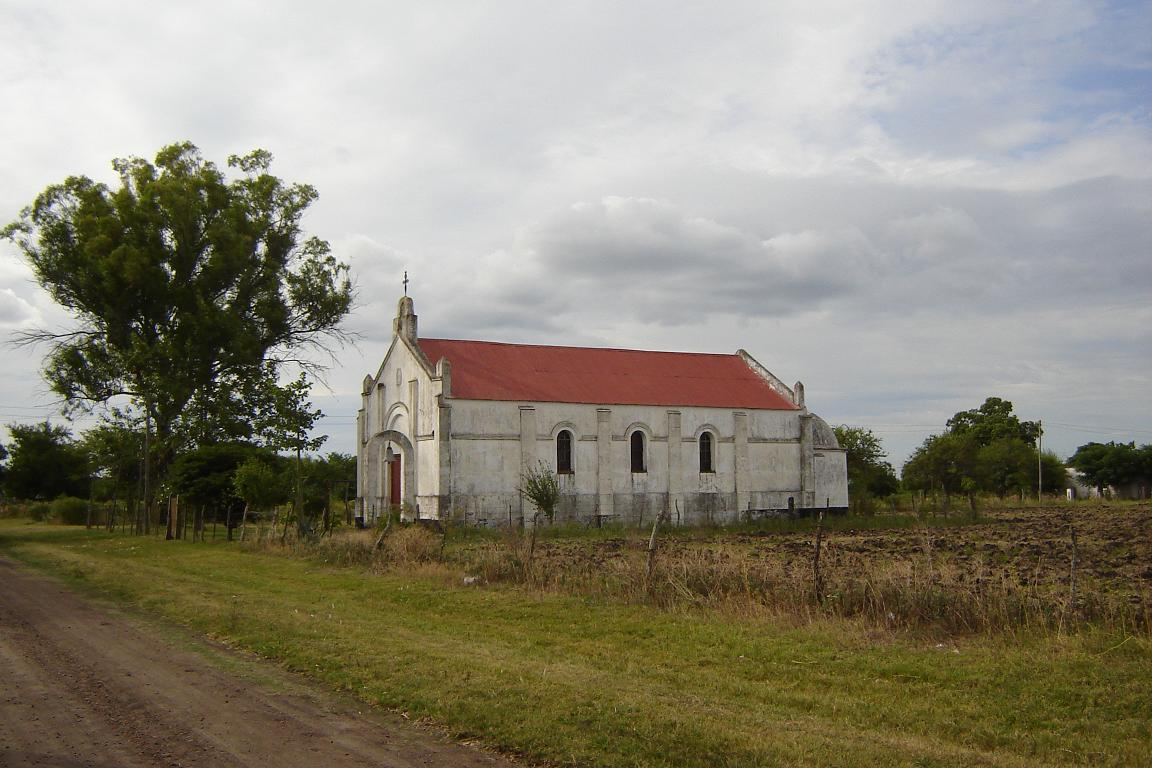
Capella de Pastor Britos

Pastor Britos és un paratge i un centre rural d'una població que té junta de govern de 4a categoria, del districte Pehuajó Nord, del departament Gualeguaychú, a la província d'Entre Ríos, República Argentina. Es troba a 45 quilòmetres al nord-oest de la ciutat de Gualeguaychú, a 8 km d'Urdinarrain i a 192 km de Paraná. El poble va créixer al voltant d'una estació de tren, avui desapareguda.
No va ser considerada localitat ni en els censos de 1991 ni de 2001 perquè la població fou censada com a població rural dispersa en una àrea sense precisar.
Un dels esdeveniments populars que s'hi realitzen periòdicament és una peregrinació des de la localitat de Urdinarrain fins a la gruta situada en el Pastor Britos.
Es troba connectada per la Ruta 51 amb les localitats d'Urdinarrain, Parera, Irazusta, Larroque i Enrique Carbó. I per un altre camí es pot arribar des de Gualeguaychú passant per Palavecino, Almada i Parera.
El doctor Scholein Rivenson, inventor de la vacuna per a la febre aftosa o glosopeda, va néixer a Pastor Britos.
La junta de govern va ser creada per decret 2434/1988 MGJOSP del 26 de maig de 1988. En les eleccions de 2011 els 5 vocals de la junta de govern van ser triats en circuit electoral comú amb Faustino M. Parera, incloent-lo en la seva jurisdicció. Pel fet que es va produir un empat, l'elecció va ser repetida.